# Alexander Satschko
Alexander Satschko (* 2. listopadu 1982 Deggendorf) je německý profesionální tenista. Ve své dosavadní kariéře na okruhu ATP World Tour vyhrál jeden deblový turnaj. Na challengerech ATP a okruhu ITF získal do února 2015 deset titulů ve dvouhře a dvacet šest ve čtyřhře.
Na žebříčku ATP byl ve dvouhře nejvýše klasifikován v únoru 2009 na 259. místě a ve čtyřhře pak v říjnu 2014 na 80. místě. Trénuje ho Markus Rackl.
V německém daviscupovém týmu neodehrál k dubnu 2015 žádné utkání.

## Tenisová kariéra
V hlavní soutěži turnaje okruhu ATP Tour debutoval v mužské čtyřhře If Stockholm Open 2013, kde v páru se stabilním spoluhráčem Gerem Kretschmerem vypadli ve druhém kole porážkou od španělské dvojice David Marrero a Fernando Verdasco po dvousetovém průběhu. Na nejvyšší grandslamové úrovni si zahrál kvalifikaci mužského debla ve Wimbledonu 2014, když skončil po boku Kretschmera ve druhé fázi.
Semifinále si německá dvojice zahrála na marseillské antuce Open 13 2014, v němž nestačili na francouzské turnajové dvojky a pozdější vítěze Juliena Benneteaua s Édouardem Rogerem-Vasselinem.
Premiérovou trofej ATP vybojoval na úvodním ročníku obnoveného Ecuador Open Quito 2015, hraného na quitské antuce. Do deblové soutěže nastupoval v páru se Kretschmerem z pozice náhradníků. V semifinále vyřadili druhý nasazený španělsko-rakouský pár Feliciano López a Oliver Marach. V boji o titul pak zvládli koncovky obou setů, když přehráli dominikánsko-brazilskou dvojici Víctor Estrella Burgos a João Souza.

## Soukromý život
Narodil se roku 1980 v západoněmeckém Deggendorfu do rodiny architekta Olefa a ženy v domácnosti Edeltraudy Satschkových. S tenisem začal již ve třech letech.
Dne 7. srpna se oženil s Marijanou Satschkovou. Do manželství se narodil syn Aaron Satschko (nar. březen 2014). Žije v Mnichově.

## Finále na okruhu ATP World Tour
| Legenda (před/od 2009)                                   |
| D – dvouhra; Č – čtyřhra                                 |
| Grand Slam (0–0)                                         |
| Tennis Masters Cup / ATP World Tour Finals (0–0)         |
| ATP Masters Series / ATP World Tour Masters 1000 (0–0)   |
| ATP International Series Gold / ATP World Tour 500 (0–0) |
| ATP International Series / ATP World Tour 250 (1–0 Č)    |

### Čtyřhra: 1 (1–0)
| Stav  | č. | datum         | turnaj         | povrch | spoluhráč       | soupeři ve finále                 | výsledek      |
| ----- | -- | ------------- | -------------- | ------ | --------------- | --------------------------------- | ------------- |
| Vítěz | 1. | 7. února 2015 | Quito, Ekvádor | antuka | Gero Kretschmer | Víctor Estrella Burgos João Souza | 7–5, 7–6(7–3) |

## Finále na challengerech ATP
| Legenda             |
| ------------------- |
| Challengery (5–5 Č) |

### Čtyřhra: 10 (5–5)
| Stav      | č. | datum              | turnaj              | povrch | spoluhráč        | soupeři ve finále                           | výsledek                 |
| --------- | -- | ------------------ | ------------------- | ------ | ---------------- | ------------------------------------------- | ------------------------ |
| Vítěz     | 1. | 20- listopadu 2005 | Puebla, Mexiko      | tvrdý  | Werner Eschauer  | Santiago González Alejandro Hernández       | 6–1, 6–4                 |
| Finalista | 1. | 23. dubna 2006     | León, Mexiko        | tvrdý  | Dawid Olejniczak | Juan-Manuel Elizondo Miguel Gallardo-Valles | 3–6, 4–6                 |
| Vítěz     | 2. | 16. července 2006  | Cuenca, Ekvádor     | antuka | Frank Moser      | Santiago Giraldo Carlos Salamanca           | 3–6, 6–3, [10–6]         |
| Finalista | 2. | 18. dubna 2010     | Pereira, Kolumbie   | antuka | Gero Kretschmer  | Dominik Meffert Philipp Oswald              | 7–6(4), 6–7(6–8), [5–10] |
| Finalista | 3. | 15. května 2010    | Sarasota, USA       | antuka | Gero Kretschmer  | Brian Battistone Ryler DeHeart              | 7–5, 6–7(4–7), [8–10]    |
| Vítěz     | 3. | 29. srpna 2010     | Ženeva, Švýcarsko   | antuka | Gero Kretschmer  | Philipp Oswald Martin Slanar                | 6–3, 4–6, [11–9]         |
| Finalista | 4. | 26. září 2010      | Bogotá, Kolumbie    | antuka | Gero Kretschmer  | Franco Ferreiro André Sá                    | 6–7(6–8), 4–6            |
| Finalista | 5. | 3. října 2010      | Cali, Kolumbie      | antuka | Gero Kretschmer  | Andre Begemann Martin Emmrich               | 4–6, 6–7(5–7)            |
| Vítěz     | 4. | 21. července 2013  | Poznaň, Polsko      | antuka | Gero Kretschmer  | Henri Kontinen Mateusz Kowalczyk            | 6–3, 6–3                 |
| Vítěz     | 5. | 5. ledna 2014      | São Paulo, Brazílie | tvrdý  | Gero Kretschmer  | Nicolás Barrientos Víctor Estrella          | 4–6, 7–5, [10–6]         |